# Held van de Republiek Cuba
De titel Held van de Republiek Cuba (Spaans: Héroe de la República de Cuba) is een hoge Cubaanse onderscheiding. De orde is een typisch socialistische orde in navolging van een Russisch voorbeeld, de Held van de Sovjet-Unie. Men verleent de onderscheiding, een kleine ster aan een vierkant lint, voor heroïsche diensten aan de Cubaanse staat en samenleving. Met deze heroïek is niet uitsluitend dapperheid of moed bedoeld. In socialistische staten wordt ook hard werken en goed organiseren als "heroïsch" bestempeld. De ster werd slechts aan een beperkt aantal mensen uitgedeeld; onder andere Arnaldo Tamayo Méndez, Juan Almeida Bosque en Leonid Brezjnev. Ook vijf in Amerika veroordeelde Cubaanse spionnen, Gerardo Hernández, Antonio Guerrero, Ramón Labañino, Fernando González en René González (de zogenaamde Cuban Five) kregen deze ster toegekend.